# Топильнянська сільська рада
Топи́льнянська сільська́ ра́да — адміністративно-територіальна одиниця та орган місцевого самоврядування у Шполянському районі Черкаської області. Адміністративний центр — село Топильна.

## Загальні відомості
- Населення ради: 925 осіб (станом на 2001 рік)

## Населені пункти
Сільській раді підпорядковані населені пункти:
- с. Топильна

## Склад ради
Рада складається з 12 депутатів та голови.
- Голова ради: Барбаш Михайло Анатолійович
- Секретар ради: Начос Лариса Михайлівна

### Керівний склад попередніх скликань
| Прізвище, ім'я, по батькові | Основні відомості                                                 | Дата обрання | Дата звільнення |
| --------------------------- | ----------------------------------------------------------------- | ------------ | --------------- |
| Барбаш Михайло Анатолійович | Сільський голова, 1955 року народження, освіта вища, безпартійний | 26.03.2006   | 31.10.2010      |
| Барбаш Михайло Анатолійович | Сільський голова, 1955 року народження, освіта вища, безпартійний | 31.10.2010   |                 |

Примітка: таблиця складена за даними сайту Верховної Ради України

### Депутати
За результатами місцевих виборів 2010 року депутатами ради стали:

#### За суб'єктами висування
| Суб'єкт висування | Кількість обраних депутатів | %  |
| ----------------- | --------------------------- | -- |
| Партія регіонів   | 6                           | 50 |
| Самовисування     | 6                           | 50 |

#### За округами
| № округу        | Прізвище, ім'я, по батькові     | Дата визнання обраним | Освіта           | Партійна приналежність                | Відомості про обраного депутата                                       |
| --------------- | ------------------------------- | --------------------- | ---------------- | ------------------------------------- | --------------------------------------------------------------------- |
| Партія регіонів |                                 |                       |                  |                                       |                                                                       |
| 1               | Бужанська Лариса Іванівна       | 08.11.2010            | вища             | член Партії регіонів                  | підприємець                                                           |
| 3               | Базилевський Григорій Романович | 08.11.2010            | вища             | член Партії регіонів                  | ТОВ «Агро-Шанс» с. Топильна, головний зоотехнік                       |
| 4               | Базилевська Марія Василівна     | 08.11.2010            | вища             | член Партії регіонів                  | ТОВ «Агро-Шанс» с. Топильна, ветеринарний лікар                       |
| 10              | Макаренко Анатолій Іванович     | 08.11.2010            | середня          | член Партії регіонів                  | ТОВ «Агро-Шанс» с. Топильна, бригадир, обліковець                     |
| 11              | Брайченко Раїса Захарівна       | 08.11.2010            | середня          | член Партії регіонів                  | ТОВ «Агро-Шанс» с. Топильна, бухгалтер                                |
| 12              | Огілько Віталій Іванович        | 08.11.2010            | вища             | член Партії регіонів                  | ТОВ «Агро-Шанс» с. Топильна, лікар ветеринарної медицини              |
| Самовисування   |                                 |                       |                  |                                       |                                                                       |
| 2               | Начос Лариса Михайлівна         | 08.11.2010            | середня          | член Політичної партії «Наша Україна» | Топильнянська сільська рада, секретар                                 |
| 5               | Коваленко Ірина Миколаївна      | 08.11.2010            | середня          | член Політичної партії «Наша Україна» | відділення поштового зв'язку с. Топильна, начальник                   |
| 6               | Соколовська Світлана Миколаївна | 08.11.2010            | середня          | член Політичної партії «Наша Україна» | Топильнянський фельдшерсько-акушерський пункт, завідувачка            |
| 7               | Литвиненко Марія Дем'янівна     | 08.11.2010            | середня          | позапартійна                          | Топильнянська сільська рада, землевпорядник, рахівник-касир, нач. ВОС |
| 8               | Чепель Галина Олександрівна     | 08.11.2010            | вища             | позапартійна                          | Топильнянська сільська рада, головний бухгалтер                       |
| 9               | Коваленко Антон Анатолійович    | 08.11.2010            | незакінчена вища | член Партії регіонів                  | Топильнянський сільський будинок культури, директор                   |